# Ndulungu
Ndulungu ist ein Verwaltungsbezirk (englisch Ward) des Distrikts Iramba in der tansanischen Region Singida.

## Geografie
Ndulungu ist ein Bezirk im nördlichen Zentralteil von Tansania etwa 40 Kilometer Luftlinie westlich der Regionshauptstadt Singida. Der Bezirk grenzt im Norden an Ndago, Mbelekese und Kaselya, im Nordosten an Sepuka, im Südosten an Mtunduru, im Südwesten an Ighombwe und im Westen an Mwaru. Bei der Volkszählung 2022 lebten 14.496 Menschen in 2467 Haushalten auf einer Fläche von 223 Quadratkilometern.

## Gliederung
Der Bezirk besteht aus vier Gemeinden (swahili Mtaa) mit 17 Orten (Kitongoji):
| Ndulungu - Mjenga - Mkonze - Shemwela - Misughaa - Isuntiya | Mwandaigembe - Nyerere - Rudisha - Shemwela - Kipampa - Igora | Mahola - Mahola - Kipembawe - Ndulungu | Kipuma - Kipuma - Makungu - Luzilukulu - Fundi Majamvi |

## Gesundheit
In den Gemeinden Ndulungu und Mwandaigembe (Mwanduigembe) befindet sich je eine staatliche Apotheke.